# Панасюк Денис Харитонович
Дени́с Харито́нович Панасю́к (5 (17) травня 1900, Ганщина — 8 червня 1984, Київ) — український юрист і державний діяч. Депутат Верховної Ради УРСР 3—5-го скликань. Міністр юстиції УРСР (1947—1953). Прокурор УРСР (1953—1963). Член ЦК КПУ в 1954—1966 р.

## Біографія
Народився 5 (17 травня) 1900 року в селі Ганщина Подільської губернії (тепер у складі смт Вороновиця Вінницького району Вінницької області) у родині селянина-бідняка, українець. Закінчив початкову сільську школу, Вороновицьку ремісничу школу, де опанував слюсарно-токарну справу.
У 1922–1926 роках працював секретарем сільради, у 1926–1927 — головою сільської ради села Ганщина, у 1927–1928 роках — головою судової земельної комісії Вороновицького району.
Член ВКП(б) з 1927 року.
У 1928 році — народний суддя Дашівського району. Після закінчення юридичних курсів у 1930 році призначений членом Вінницького окружного суду, потім — помічником Вінницького міжрайонного прокурора. 3 1932 року — старший помічник прокурора Вінницької області. З 1935 року — прокурор Могилів-Подільського округу Вінницької області.
У листопаді 1938–1947 роках був прокурором Харківської області. 1944 року закінчив Харківський юридичний інститут.
У березні 1947 — серпні 1953 року — міністр юстиції УРСР. Від серпня 1953 року по лютий 1963 рік — прокурор УРСР.

Могила Дениса Панасюка

Упродовж 1964–1976 років був головним редактором журналу «Радянське право» (тепер «Право України»).
Помер в Києві 8 червня 1984 року. Похований в Києві на Байковому кладовищі.

## Відзнаки
28 серпня 1944 року нагороджений орденом Червоної Зірки (за досягнення в справі відновлення народного господарства міста Харкова та Харківської області, зруйнованого німецькими загарбниками). Нагороджений також двома орденами Трудового Червоного Прапора (1960), почесною грамотою Президії Верховної Ради Української РСР (1.06.1970), багатьма медалями. Заслужений юрист Української РСР з 1972 року.